# Alfabeto fenicio
L'alfabeto fenicio (definito alfabeto protocananeo per le iscrizioni anteriori al 1050 a.C.) era in uso presso i fenici, e gli aramei nell'VIII secolo a.C., per scrivere nella loro lingua, un idioma nord-semitico. Si tratta del più antico alfabeto conosciuto. I fenici scrivevano su fogli di papiro, lamine di metallo, legno, cuoio e pezzi di terracotta.
Quello fenicio era propriamente un abjad, cioè un alfabeto puramente consonantico, il che significa che era un sistema di scrittura composto da lettere consonanti della lingua. Alcune evoluzioni di quest’alfabeto iniziarono, però, a rappresentare tutti i suoni di una lingua, comprese le vocali.
Quest’alfabeto divenne uno dei maggiori sistemi di scrittura, diffuso dai commercianti fenici attraverso Europa e Medio Oriente, dove venne impiegato per una grande varietà di lingue.

## Origine dei segni
Si è ipotizzato che derivi dal più antico alfabeto protosinaitico, sviluppato nella penisola del Sinai, partendo dalle forme di alcuni geroglifici (come bet per casa), con l'intermediario di Ugarit, dove veniva usato un alfabeto composto dal cuneiforme, per poi giungere nell'XI secolo a.C. in Fenicia.

La prima iscrizione si trova sul sarcofago di Ahiram di Biblo.

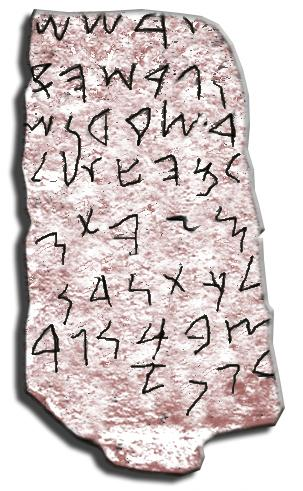
La Stele di Nora.

## Alfabeto
| Lettera | Uni. | Nome   | Significato                    | Fon.   | Lettera corrispondente in | Lettera corrispondente in | Lettera corrispondente in | Lettera corrispondente in | Lettera corrispondente in | Lettera corrispondente in | Lettera corrispondente in | Lettera corrispondente in | Lettera corrispondente in |
| Lettera | Uni. | Nome   | Significato                    | Fon.   | Ebraico                   | Siriaco                   | Arabo                     | Sudarabico                | Ge'ez                     | Greco                     | Latino                    | Cirillico                 |                           |
| ------- | ---- | ------ | ------------------------------ | ------ | ------------------------- | ------------------------- | ------------------------- | ------------------------- | ------------------------- | ------------------------- | ------------------------- | ------------------------- | ------------------------- |
| Aleph   | 𐤀    | ʾāleph | bue, testa di bovino           | ʾ [ʔ]  | א                         | ܐ                         | ﺍ                         | Aleph                     | አ                         | Aα                        | Aa                        | Aа                        |                           |
| Beth    | 𐤁    | bēth   | casa/cortile                   | b [b]  | ב                         | ܒ                         | ﺏ                         | bet                       | በ                         | Ββ                        | Bb                        | Бб, Вв                    |                           |
| Gimel   | 𐤂    | gīmel  | bastone da lancio (o cammello) | g [ɡ]  | ג                         | ܓ                         | ﺝ                         | Gimel                     | ገ                         | Γγ                        | Cc, Gg                    | Гг, Ґґ                    |                           |
| Daleth  | 𐤃    | dālet  | porta (o pesce)                | d [d]  | ד                         | ܕ                         | د                         | Dalet                     | ደ                         | Δδ                        | Dd                        | Дд                        |                           |
| He      | 𐤄    | hē     | finestra (o giubilo)           | h [h]  | ה                         | ܗ                         | ه                         | He (lettera)              | ሀ                         | Eε                        | Ee                        | Eе, Єє, Ээ                |                           |
| Waw     | 𐤅    | wāw    | uncino                         | w [w]  | ו                         | ܘ                         | ﻭ                         | Waw (lettera)             | ወ                         | (Fϝ), Yυ                  | Ff, Uu, Vv, Yy, Ww        | (Ѵѵ), Уу, Ўў              |                           |
| Zayin   | 𐤆    | zayin  | arma, freccia/ slitta          | z [z]  | ז                         | ܙ                         | ﺯ, ذ                      | Zayin                     | ዘ                         | Zζ                        | Zz                        | Жж, Зз                    |                           |
| Heth    | 𐤇    | hēt    | cortile/muro/ corda(?)         | h [ħ]  | ח                         | ܚ                         | ح, خ                      | ,                         | ሐ, ኀ                      | Hη                        | Hh                        | Ии, Йй                    |                           |
| Teth    | 𐤈    | tēt    | ruota                          | ṭ [tˤ] | ט                         | ܛ                         | ط, ظ                      | Teth                      | ጠ                         | Θθ                        | —                         | (Ѳѳ)                      |                           |
| Yodh    | 𐤉    | jōd    | braccio, mano                  | j [j]  | י                         | ܝ                         | ي                         | Yodh                      | የ                         | Iι                        | Ii, Jj                    | Iі, Її, Јј                |                           |
| Kaph    | 𐤊    | kāph   | palmo di mano                  | k [k]  | כ                         | ܟ                         | ﻙ                         | Kaph                      | ከ                         | Kκ                        | Kk                        | Kк                        |                           |
| Lamedh  | 𐤋    | lāmed  | pungolo                        | l [l]  | ל                         | ܠ                         | ﻝ                         | Lamedh                    | ለ                         | Λλ                        | Ll                        | Лл                        |                           |
| Mem     | 𐤌    | mēm    | acqua                          | m [m]  | מ                         | ܡ                         | ﻡ                         | Mem                       | መ                         | Mμ                        | Mm                        | Mм                        |                           |
| Nun     | 𐤍    | nūn    | serpente (o pesce)             | n [n]  | נ                         | ܢ                         | ﻥ                         | Nun                       | ነ                         | Nν                        | Nn                        | Нн                        |                           |
| Samekh  | 𐤎    | sāmek  | pilastro(?)                    | s [s]  | ס                         | ܣ, ܤ                      | —                         | Samekh                    | ሰ                         | Ξξ, poss. Xχ              | poss. Xx                  | (Ѯѯ), poss. Xх            |                           |
| Ayin    | 𐤏    | ʿayin  | occhio                         | ʿ [ʕ]  | ע                         | ܥ                         | ع, غ                      | Ayin                      | ዐ                         | Oο, Ωω                    | Oo                        | Oо                        |                           |
| Pe      | 𐤐    | pē     | bocca (o angolo)               | p [p]  | פ                         | ܦ                         | ف                         | Pe (lettera)              | ፈ                         | Ππ                        | Pp                        | Пп                        |                           |
| Sadek   | 𐤑    | sʿādē  | pianta di papiro/amo da pesca? | ṣ [sˤ] | צ                         | ܨ                         | ص, ض                      | Tsade                     | ጸ, ጰ, ፀ                   | (Ϻϻ)                      | —                         | Цц, Чч, Џџ                |                           |
| Qoph    | 𐤒    | qōp    | cruna dell'ago                 | q [kˤ] | ק                         | ܩ                         | ﻕ                         | Qoph                      | ቀ                         | (Ϙϙ), poss. Φφ, Ψψ        | Qq                        | (Ҁҁ)                      |                           |
| Res     | 𐤓    | rēš    | testa                          | r [r]  | ר                         | ܪ                         | ﺭ                         | Resh                      | ረ                         | Pρ                        | Rr                        | Pр                        |                           |
| Sin     | 𐤔    | sīn    | dente (o sole)                 | š [ʃ]  | ש                         | ܫ                         | ش, س                      | Šin                       | ሠ                         | Σσς                       | Ss                        | Сс, Шш, Щщ                |                           |
| Taw     | 𐤕    | tāw    | marchio                        | t [t]  | ת                         | ܬ                         | ت, ث                      | Taw (lettera)             | ተ, ፐ (?)                  | Tτ                        | Tt                        | Tт                        |                           |